# Lawotschkin La-9
Die Lawotschkin La-9 (russisch Лавочкин Ла-9, NATO-Codename Fritz) war eines der letzten mit Kolbenmotor angetriebenen Jagdflugzeuge der Sowjetunion.

## Geschichte
Die La-9 entstand als Weiterentwicklung der La-7 unter Berücksichtigung der mit dieser gesammelten Fronterfahrungen. Sie wurde unter weitgehender Verwendung von Duraluminium gebaut und erhielt neue Tragflächen mit kürzerer Spannweite sowie ein vergrößertes Seitenruder. Als Antrieb diente ein 1.870 PS (1.375 kW) leistender Sternmotor Schwezow ASch-82FNW. Das Cockpit wurde komplett überarbeitet. Die La-9 war mit vier auf dem Rumpfbug angeordneten 20-mm-SchWAK-Kanonen bewaffnet. Bei der La-9bis wurden sie durch vier 23–mm-Kanonen des Typs NS-23 ersetzt.
Der Erstflug des Prototyps La-130 fand Anfang 1944 statt. Die La-9 dienten noch einige wenige Jahre nach Kriegsende bei den sowjetischen Luftstreitkräften, bis sie durch die rasante Entwicklung der Strahljäger schnell veralteten und außer Dienst gestellt wurden. Im August 1948 wurde eine kleine Serie von zweisitzigen Schuljägern La-9UTI produziert.
Die chinesische Luftwaffe PLAAF setzte die La-9 auch im Koreakrieg ein. Weitere La-9 gingen an die Luftstreitkräfte Rumäniens und Ungarns.
Fünf La-9 wurden 1952 zu Ausbildungszwecken an die Fliegertechnische Schule in Kamenz (Volkspolizei – Dienststelle 500) zur Ausbildung von Personal für die VP-Luft geliefert, allerdings nur zur Bodenausbildung.
Analog zur La-7S (La-126PRWD) wurden ab Ende 1946 mit einer als La-138 bezeichneten Maschine Versuche mit Bondarjuk-PRWD-430-Staustrahltriebwerken unter den Tragflächen durchgeführt. Damit konnte die Höchstgeschwindigkeit kurzzeitig um 107 bis 112 km/h erhöht werden. Versuche mit Pulsoschubrohren RD-13 (als La-9RD) erbrachten einen Geschwindigkeitszuwachs von 127 km/h.

## Technische Daten

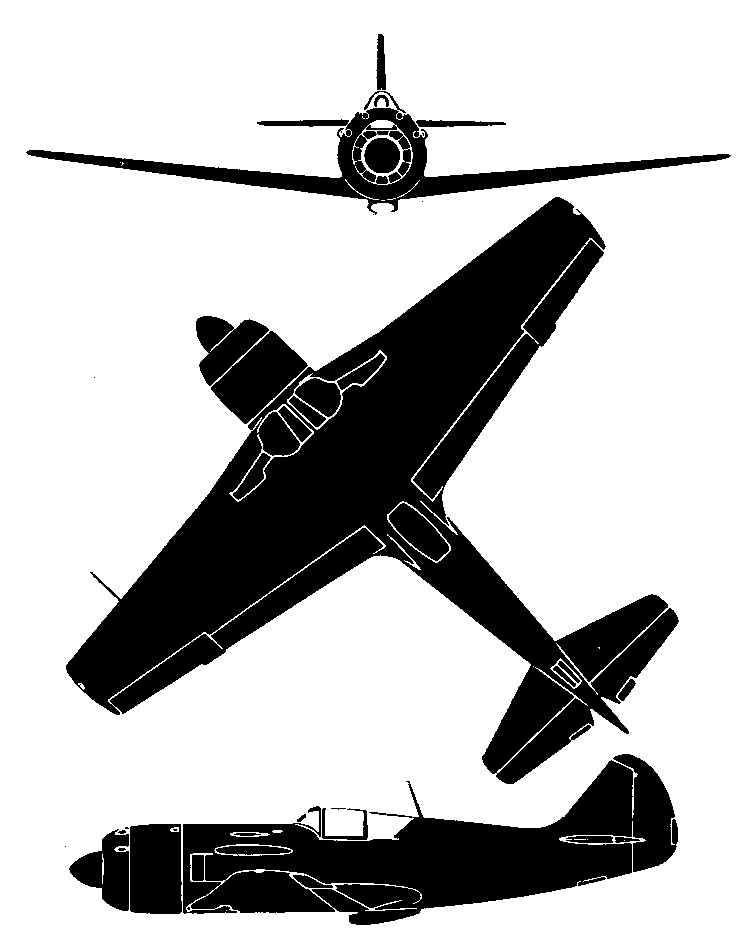
Dreiseitenriss

| Kenngröße             | Daten                                                            |
| --------------------- | ---------------------------------------------------------------- |
| Konstrukteur          | Semjon Lawotschkin                                               |
| Spannweite            | 9,80 m                                                           |
| Länge                 | 8,625 m                                                          |
| Höhe                  | 3,56 m                                                           |
| Flügelfläche          | 17,59 m²                                                         |
| Leermasse             | 2.638 kg                                                         |
| Startmasse            | - 3.425 kg - maximal 3.675 kg                                    |
| Höchstgeschwindigkeit | 690 km/h                                                         |
| Steigfähigkeit        | 1.064 m/min                                                      |
| Dienstgipfelhöhe      | 10.800 m                                                         |
| Reichweite            | 1.735 km (825 l Kraftstoff)                                      |
| Triebwerk             | 1 × Schwezow ASch-82FNW 14-Zylinder-Doppelsternmotor             |
| Leistung              | 1.870 PS (1.375 kW)                                              |
| Bewaffnung            | 4 × 23-mm-Maschinenkanonen Nudelman-Suranow NS-23 mit 300 Schuss |
| Besatzung             | 1                                                                |